# Marit Maij
Marit Elisabeth Maij (Apeldoorn, 16 januari 1972) is een Nederlandse politica namens de sociaaldemocratische Partij van de Arbeid (PvdA). Sinds 16 juli 2024 is zij lid van het Europees Parlement. Eerder was ze van 20 september 2012 tot 23 maart 2017 lid van de Tweede Kamer.

## Opleiding
Maij studeerde politicologie aan de Universiteit van Amsterdam (1989-1994) en deed post-academische studies aan de Europese Universiteit (Master of Business Administration-MBA, 1994-1996) en Open Universiteit van Catalonië (2001-2003).

## Loopbaan
Maij was van 1994 tot 1996 assistent van de CDA-delegatie in het Europees Parlement, maar zij is lid van de PvdA. In 1996 volgde zij de opleiding tot diplomaat bij het ministerie van Buitenlandse Zaken. Zij werkte onder meer op het terrein van mensenrechten en buitenlandse politiek in Midden-Amerika en in China, waar zij politieke raad op de Nederlandse ambassade in Peking was. Ook werkte zij op het terrein van migratie op het ministerie van Buitenlandse Zaken en gedetacheerd bij het ministerie van Justitie.
In september 2012 werd Marit Maij gekozen in de Tweede Kamer. Zij stond op nummer 38 van de lijst van de PvdA. Maij voerde eerst het woord op ontwikkelingssamenwerking. Haar maidenspeech hield zij bij de begrotingsbehandeling voor Buitenlandse Handel en Ontwikkelingssamenwerking in 2012. Zij hield een pleidooi voor vrouwenrechten, wist via een amendement meer geld hiervoor vrij te maken in de begroting en pleitte voor de oprichting van een kantoor van UN Women in Nederland. 
Vervolgens voerde Maij in de Tweede Kamer het woord op asiel en migratie en Europese samenwerking. Maij propageerde een humaner asielbeleid, wat in de coalitie met de VVD tijdens het kabinet-Rutte II niet eenvoudig was. Ze streefde er naar om het vluchtelingenbeleid, dat steeds harder geworden was, weer wat menselijker te maken. Volgens de linkse oppositie was zij niet sociaal genoeg, toch kreeg Marit Maij stapje voor stapje zaken gedaan bij VVD-staatssecretaris Fred Teeven. Er kwam een einde aan detentie voor kinderen die asiel aanvragen, de medische zorg voor vluchtelingen werd verbeterd en er werd geen kind het land uitgezet dat de facto aan de voorwaarden van het zogenaamde  kinderpardon voldeed. Maij was de "nummer 1 doener". Als woordvoerder Europese samenwerking pleitte Maij voor een socialer Europa en een kritische dialoog met kandidaat-lidstaten als Turkije.
Maij was tevens twee jaar lid van het fractiebestuur van de PvdA in de Tweede Kamer en fractiesecretaris. 
In 2017 stond Marit Maij op plek 24 op de kandidatenlijst voor de PvdA. De partij haalde minder zetels dan bij de vorige verkiezingen en zij verliet de Tweede Kamer. 
Maij werd vervolgens benoemd als migratiegezant bij het ministerie van Buitenlandse Zaken, zij volgde in deze functie Bram van Ojik op. Het was onder meer haar taak naar mogelijkheden te zoeken voor betere opvang in de regio van vluchtelingen. 
In 2019 maakte zij de overstap naar een niet-gouvernementele organisatie en werd zij directeur bij CNV Internationaal, een stichting verbonden aan het Christelijk Nationaal Vakverbond, die zich samen met partnervakbonden in Latijns-Amerika, Afrika en Azië inzet voor eerlijk werk. 
In 2021 werd zij directeur-bestuurder bij ActionAid Nederland, een internationale vrouwenrechtenorganisatie, die strijdt voor eerlijke en duurzame productieketens, zonder uitbuiting en klimaatschade vanuit de principes van inclusief leiderschap. Ook was ActionAid partij in de klimaatrechtszaak tegen Shell.
In 2024 keerde Maij terug in de politiek, en werd zij verkozen tot lid van het Europees Parlement, waar zij sinds 16 juli dat jaar deel van uitmaakt.

## Nevenactiviteiten PvdA
Voor de PvdA was Maij onder meer voorzitter van de buitenlandcommissie en voorzitter van de PvdA Zuid-Holland. Ook had zij zitting in de gezamenlijke kandidatencommissie voor de GroenLinks-PvdA-lijst voor de Tweede Kamerverkiezingen in 2023.

## Bestuursfuncties
Maij was in haar jeugdjaren voorzitter van het Landelijk Aktie Komitee Scholieren (LAKS) van 1988 tot 1992, voorzitter van de Organising Bureau of European Schoolstudent Unions (OBESSU), lid van de ondernemingsraad bij het ministerie van Buitenlandse Zaken, bestuurslid bij FSC-Nederland en voorzitter van UN Women Nederland.
Sinds 2022 is zij voorzitter van het bestuur van Taal aan Zee, een stichting in Den Haag waar vrijwilligers Nederlandse les geven aan asielzoekers, vluchtelingen en/of kwetsbare anderstaligen. Maij was zelf ook jaren een vrijwillige Taalcoach.

## Onderscheiding
In 2016 ontving zij een hoge onderscheiding van de Franse ambassade, ridder in orde van de Légion d’Honneur voor haar verbindende werk als Kamerlid voor de Europese samenwerking en de band tussen Frankrijk en Nederland in het bijzonder.

## Familie
Maij is een dochter van oud-minister Hanja Maij-Weggen. Ze is getrouwd en heeft twee volwassen zonen. Zus Hester Maij was onder meer gedeputeerde van de provincie Overijssel voor het CDA.
Malik Azmani (VVD) · 
Jeannette Baljeu (VVD) · 
Tom Berendsen (CDA) ·
Brigitte van den Berg (D66) ·
Rachel Blom (PVV) · 
Anouk van Brug (VVD) · 
Mohammed Chahim (GL-PvdA) · 
Ton Diepeveen (PVV) · 
Marieke Ehlers (PVV) · 
Bas Eickhout (GL-PvdA) ·
Raquel García Hermida-van der Walle (D66) ·
Gerben-Jan Gerbrandy (D66) ·
Dirk Gotink (NSC) ·
Bart Groothuis (VVD) ·  
Anja Hazekamp (PvdD) · 
Sebastian Kruis (PVV) · 
Ingeborg ter Laak (CDA) ·
Reinier van Lanschot (Volt) ·
Jessika van Leeuwen (BBB) · 
Jeroen Lenaers (CDA) ·
Marit Maij (GL-PvdA) · 
Thijs Reuten (GL-PvdA) · 
Bert-Jan Ruissen (SGP) · 
Sander Smit (BBB) · 
Kim van Sparrentak (GL-PvdA) ·
Sebastiaan Stöteler (PVV) · 
Tineke Strik (GL-PvdA) ·
Anna Strolenberg (Volt) ·
Catarina Vieira (GL-PvdA) ·
Lara Wolters (GL-PvdA) · 
Auke Zijlstra (PVV)
de delegatieleiders staan vet weergegeven
- Parlement.com: vj2uuz8n50zk